# 张燮林
张燮林（1940年7月—），上海人，祖籍江苏镇江，中华人民共和国乒乓球运动员，以灵活多变的直板长胶削球打法为其特色。
张燮林早年自学成才，1958年获得上海市比赛亚军后从上海汽轮机厂被调入上海队，1960年进入中国国家乒乓球队。曾参加过多届世界乒乓球锦标赛，先后获得过男团、男双和混合双打冠军，并获得过男子单打第三名。1972年至1995年期间担任中国国家女子乒乓球队教练，邓亚萍等著名运动员均出自其门下，后升任国家体育总局乒乓球羽毛球运动管理中心副主任。
2024年9月13日，根据《全国人大常委会关于在中华人民共和国成立七十五周年之际授予国家勋章和国家荣誉称号的决定》，张燮林被授予“体育工作杰出贡献者”国家荣誉称号，同年9月29日颁授。